# Gene Anderson (Wrestler)
Gene Anderson (* 1933 in Saint Paul, Minnesota; † 31. Oktober 1991; eigentlich: Eugene Avon Anderson) war ein US-amerikanischer Wrestler, der vor allem als Tag-Team-Partner von Ole Anderson bekannt wurde.

## Wrestlingkarriere
Gene Anderson begann 1961 mit dem Wrestling und wurde von Verne Gagne trainiert. 1965 gründete er das Tag Team Minnesota Wrecking Crew zusammen mit Lars Anderson, der als sein Bruder auftrat. Sie traten vor allem in den Territorien um Florida an und  durften dort mehrere Tag-Team-Titel gewinnen.
Gene gründete dann zusammen mit Ole Anderson 1969 ein neues Tag-Team. Wieder traten beide als Brüder auf. Sie wurden eines der erfolgreichsten Heel-Tag-Teams der 1970er Jahre. Bis 1981 dominierten sie die Tag-Team-Szene im Südosten der Vereinigten Staaten. Unter anderem waren sie die ersten Gewinner der NWA World Tag Team Championship, aus der später die WCW World Tag Team Championship hervorging. Den Champion-Titel durften sie insgesamt sieben Mal gewinnen.
1981 trat Gene Anderson aus gesundheitlichen Gründen vom aktiven Wrestling zurück und trat als Manager von unter anderem Jimmy Snuka, Ivan Koloff und Ray Stevens auf. 1984 verließ er das Wrestling-Business endgültig.

## Nach dem Wrestling
Nachdem Anderson sich vom aktiven Wrestling zurückgezogen hatte, wurde er Deputy Sheriff in North Carolina. Am 31. Oktober 1991 verstarb er an einem Herzinfarkt.
Genes Sohn Brad Anderson wurde ebenfalls Wrestler, der für kurze Zeit in der NWA antrat.

## Titel und Auszeichnungen
Georgia Championship Wrestling
- NWA Georgia Southern Tag Team Championship (2×) – mit Lars Anderson
- NWA Georgia Tag Team Championship (7×) – mit Ole Anderson
- NWA Georgia Television Championship (1×)
- NWA Macon Tag Team Championship (1×) – mit Ole Anderson
- NWA Southeastern Tag Team Championship (Georgia version) (1×) – mit Ole Anderson
- NWA World Tag Team Championship (Georgia Version) (1×) – mit Lars Anderson

Mid-Atlantic Championship Wrestling
- NWA Atlantic Coast Tag Team Championship (4×) – mit Ole Anderson
- NWA Mid-Atlantic Tag Team Championship (3×) – mit Ole Anderson
- NWA World Tag Team Championship (Mid-Atlantic version) (7×) – mit Ole Anderson

Pro Wrestling Illustrated
- PWI Tag Team of the Year (1975, 1977) – mit Ole Anderson